# Jérémie Bossone
Jérémie Bossone, né en 1978, est un auteur-compositeur-interprète français de chanson rap rock, né à Loudun, dans la Vienne.

## Biographie
Jérémie Bossone écrit ses premières chansons à l'âge de onze ans, mais il délaisse bientôt le genre pour se consacrer au rock.
Après quelques années passées dans diverses formations rock et une brève escapade dans les milieux du théâtre, Bossone revient à la chanson en 2004, lorsqu'il découvre l'œuvre de Bob Dylan. C'est alors qu'il décide de devenir songwriter. 
Il constitue un répertoire de chansons et joue dans les bars parisiens. 
En 2006, il enregistre avec son frère Benjamin Bossone un premier album autoproduit : Lili Perle. Celui-ci sera bientôt suivi d'un second : Les Sessions du grenier, "double album acoustique et foutraque" non paru à ce jour.
S'ensuit une période plus trouble : première tournée française désastreuse, rupture sentimentale, addiction croissante à l'alcool. Bossone plonge dans une profonde dépression qui débouchera sur l'enregistrement de Nuit, album hybride au rock sombre et violent. Le chanteur a depuis déclaré à plusieurs reprises que ce disque "sans équivalent dans le paysage musical français" lui avait "sauvé la peau", et qu'il le considérait lui-même aujourd'hui encore, avec un ou deux romans, comme son œuvre la plus aboutie. Néanmoins, sur les conseils de son éditeur de l'époque qui qualifie l'album de "chef-d'œuvre invendable et de suicide commercial", Nuit restera dans les tiroirs. Il n'est jamais paru à ce jour.
De 2009 à 2011, après la parution successive des albums Notre Jeunesse et Clown lyrique, Bossone remporte plusieurs tremplins, ce qui lui vaut la reconnaissance de ses pairs et lui ouvre les portes du milieu chanson.
À l'automne 2011 paraît le EP Jérémie Bossone, qui assoit la notoriété croissante de son auteur. 
Bossone enchaîne les premières parties (Georges Moustaki, Graeme Allwright, Yves Jamait, Camélia Jordana...), et se produit dans divers festivals en France et à l'étranger (Festival Darc, Festival de Barjac en France, Voix de Fête en Suisse, Festival de Saratov en Russie, Festival International de la Chanson Francophone de Plovdiv en Bulgarie... ), acquérant au fil des concerts une solide réputation "d'homme de scène".
En 2015 paraît l'album Gloires. Enregistré par le réalisateur anglais Ian Caple (Alain Bashung, Tricky, Cocoon, Stevie Wonder...), ce dernier est une synthèse du travail effectué par Bossone depuis plusieurs années. Il présente un paysage musical où se mêlent chanson française, rock alternatif, lied allemand et ballades folk épiques. 
Gloires reçoit le Coup de Cœur de l'Académie Charles-Cros.

### Identité musicale
Si Bossone ne renie pas sa filiation avec certains artistes de la chanson française (Brassens, Brel, Gainsbourg, Barbara), il affirme ne pas se retrouver dans la musique nationale de ces trente dernières années. Lors d'un entretien radiophonique sur France Inter, il déclare au micro d'Hélène Hazera : "En musique, il y a beaucoup d'artistes que j'apprécie, mais quatre seulement m'ont mis cette grande baffe qui change à jamais votre vie : Bob Dylan, Robert Smith, Eminem et Hugo Wolf. Rien de très français dans tout ça. Quant à ma production personnelle, je dirais que mes textes sont de facture classique, et ma musique romantique".
Ses thèmes de prédilection sont la mélancolie, l'amour perdu, la conquête, le temps qui passe, l'amitié, la solitude, la poésie, le burlesque, la révolte, les errances nocturnes, le cynisme, l'alcool, l'érotisme, la violence, le voyage.
Les personnages de ses chansons sont le plus souvent des losers magnifiques, héros foudroyés dans la lignée de ceux de Joseph Conrad ou John Huston.
En dehors de Gloires, tous ses albums ont été enregistrés par et avec son frère Benjamin Bossone, qui l'accompagne aujourd'hui sur scène.
"Geyser qu'on ne saurait canaliser", "diamant brut" , "performer comme on n'en avait plus vu depuis longtemps", Jérémie Bossone est aujourd'hui considéré par beaucoup comme le chaînon manquant entre Jacques Brel et Noir Désir . On a dit de lui qu'il était l'inventeur du rock néo-réaliste , mais Bossone s'en défend. Artiste polymorphe, capable de glisser d'un brûlot rock à une reprise de Barbara, en passant par des slams mélancoliques ou un lied de Schubert, il revendique une liberté esthétique totale et déclare n'appartenir à aucun mouvement 

### Autres
Grand amateur de littérature, Jérémie Bossone compte au nombre de ses auteurs favoris Conrad, Stevenson, Rimbaud, Stendhal, Proust, Balzac, Corbière, Dumas, Scott-Fitzgerald, Desbordes-Valmore, Malcolm Lowry, Roger Nimier...
En marge de son activité musicale, il continue lui-même à écrire des romans. Il en aurait composé 9 selon ses dires. Malgré le voile de mystère qui flotte autour de cette production romanesque, Bossone considère celle-ci comme "l'indispensable complément du travail narratif qu'il effectue dans le domaine de la chanson" .
Il est également l'auteur d'un journal de 900 pages, non publié à ce jour : Le Journal de l'Ange Frustré.
En 2018 il sort son premier roman, d'aventures et de chanson, Crimson Glory, aux éditions Lamao. 

### Prix, Récompenses
- 2004 : Prix du meilleur acteur, Cours Florent, promotion 2004.
- 2009 : Grand Prix et Prix du Public au Tremplin Poèmélodie
- 2009 : Lauréat du Tremplin de Dieulefit
- 2010 : Lauréat du Pic d’or de Tarbes
- 2011 : Vive la reprise[9] Graeme Allwright - Centre de la Chanson

	* Grand Prix du Centre de la Chanson
	* Prix du Public
	* Prix de l'ADAMI
	* Prix Edito Musiques
	* Prix ACP La Manufacture Chanson
	* Prix de l’Esprit Frappeur
- 2011 : Prix Sacem au Clermont-Carrefour de la chanson
- 2015 : Coup de Cœur de l'Académie du Disque Charles Cros pour l'album "Gloires"
- 2019 : Coup de Cœur de l'Académie du Disque Charles Cros pour l'album "Les Mélancolies Pirates" remis le 26 avril 2019 au Théâtre de Pézenas dans le cadre du festival Printival Boby Lapointe[10]

### Discographie
- 2006 : Les Sessions du grenier (non paru à ce jour)
- 2006 : Lili Perle (épuisé)
- 2007 : Nuit (non paru à ce jour)
- 2008 : Clown Lyrique
- 2008 : Notre Jeunesse
- 2011 : Jérémie Bossone EP (épuisé)
- 2015 : Gloires
- 2019 : Les Mélancolies Pirates (Bossone et Kapuche)
- 2020 : Le Décembre Italien
- 2025 : Cherokee Rose